# Протоієрей
Протоієрей (грец. πρωτοιερεός «первосвященник», з πρώτος «перший» + ίερεός «священник») — титул, що дається особі білого духівництва, як нагорода в православній церкві. Зазвичай буває настоятелем храму. Посвячення в протоієрея відбувається через хіротесію.
В урочистій або офіційній промові до протоієрея заведено звертатися «Ваше високопреподобіє». При богослужіннях священники (ієреї, протоієреї, ієромонахи, архімандрити) поверх підрясника і ряси, а на літургіях до стихаря, одягають: єпитрахиль, пояс, нарукавники, фелонь (ризу) та ін.